# Thomas Peter Akers
Thomas Peter Akers (* 4. Oktober 1828 im Knox County, Ohio; † 3. April 1877 in Lexington, Missouri) war ein US-amerikanischer Politiker. In den Jahren 1856 und 1857 vertrat er den Bundesstaat Missouri im US-Repräsentantenhaus.

## Werdegang
Thomas Akers besuchte die Schulen in Cleveland und studierte danach am Ohio College. Nach einem Jurastudium wurde er als Rechtsanwalt zugelassen. Ehe er im Jahr 1853 nach Lexington zog, arbeitete er für einige Jahre als Lehrer in Kentucky. In Lexington unterrichtete er in den Jahren 1855 und 1856 die Fächer Mathematik und Philosophie am Masonic College. Außerdem war er lokaler Geistlicher der Methodistenkirche.
Politisch schloss sich Akers der kurzlebigen American Party an. Nach dem Tod des Abgeordneten John Gaines Miller wurde er bei der fälligen Nachwahl für den fünften Sitz von Missouri als dessen Nachfolger in das US-Repräsentantenhaus in Washington, D.C. gewählt, wo er am 18. August 1856 sein neues Mandat antrat. Da er bei den regulären Wahlen des Jahres 1856 nicht mehr kandidierte, konnte er bis zum 3. März 1857 nur die laufende Legislaturperiode im Kongress beenden. Diese war von den Diskussionen im Vorfeld des Bürgerkrieges geprägt.
1861 zog Akers nach New York City, wo er Vizepräsident der Goldbörse wurde. Später ließ er sich aus gesundheitlichen Gründen im Utah-Territorium nieder. Nach kurzer Zeit kehrte er aber nach Lexington zurück, wo er am 3. April 1877 starb. Akers war Sklavenhalter.